# Kevin Kuhn
Kevin Kuhn (Chêne-Bougeries, 18 febbraio 1998) è un ciclocrossista, ciclista su strada e mountain biker svizzero che corre per i team Charles Liégeois Roastery CX e Wanty-ReUz-Technord.

## Carriera
Nel 2020 ha vinto la Coppa del mondo di ciclocross Under-23, facendo sue tre delle sette prove di calendario, e la medaglia d'argento di categoria ai Mondiali di ciclocross di Dübendorf. Nel 2021 e nel 2022 ha invece vinto il titolo nazionale Elite di ciclocross. Nel 2022 si è anche classificato terzo nella prova Elite di Coppa del mondo di ciclocross in Val di Sole.

## Palmarès

### Cross
- 2014-2015 (Juniores)

Hittnau
Flückiger cross (Madiswil)
Eschenbach
- 2015-2016 (Juniores)

Baden
Beromünster
Hittnau
Flückinger
Meilen
Campionati svizzeri, Junior
- 2019-2020

Radquer Bern, 1ª prova Coppa del mondo Under-23 (Berna)
Cyclo-cross de la Citadelle, 4ª prova Coppa del mondo Under-23 (Namur)
Grote Prijs Eric De Vlaeminck, 5ª prova Coppa del mondo Under-23 (Heusden-Zolder)
Campionati svizzeri, Under-23
Classifica generale Coppa del mondo Under-23
- 2020-2021

Internationales Radquer Steinmaur (Steinmaur)
EKZ CrossTour #3 (Hittnau)
Campionati svizzeri, Elite
- 2021-2022

Radcross Illnau (Illnau-Effretikon)
Campionati svizzeri, Elite
- 2022-2023

Radcross Illnau (Illnau-Effretikon)
Radquer Mettmenstetten
Internationales Radquer Steinmaur
Cyclocross Meilen
- 2023-2024

Radcross Illnau (Illnau-Effretikon)
Swiss Cyclocross Cup 1 - Radquer Mettmenstetten
Swiss Cyclocross Cup 2 - Internationales Radquer Steinmaur
- 2024-2025

Radcross Illnau (Illnau-Effretikon)
Campionati svizzeri, Elite

#### Altri successi
- 2020-2021

Classifica generale EKZ CrossTour

## Piazzamenti

### Competizioni mondiali
- Campionati del mondo di ciclocross

Tábor 2015 - Junior: 29º
Heusden-Zolder 2016 - Junior: 4º
Bieles 2017 - Under-23: 36º
Valkenburg 2018 - Under-23: 23º
Bogense 2019 - Under-23: 14º
Dübendorf 2020 - Under-23: 2º
Ostenda 2021 - Elite: 13º
Fayetteville 2022 - Elite: 8º
Hoogerheide 2023 - Elite: 12º
Tábor 2024 - Elite: 18º
Liévin 2025 - Elite: 16º
- Campionati del mondo di mountain bike

Nové Město na Moravě 2016 - Cross country Junior: 23º

### Competizioni continentali
- Campionati europei di ciclocross

Lorsch 2014 - Junior: 24º
Huijbergen 2015 - Junior: 6º
Pontchâteau 2016 - Under-23: 23º
Tábor 2017 - Under-23: 20º
Rosmalen 2018 - Under-23: 16º
Silvelle 2019 - Under-23: 7º
Rosmalen 2020 - Elite: 11º
Drenthe-Col du VAM 2021 - Elite: 14º
Namur 2022 - Elite: 5º
Pontchâteau 2023 - Elite: 12º
- Campionati europei di mountain bike

Huskvarna 2016 - Cross country Junior: 18º